# Enicospilus dimidiator
Enicospilus dimidiator är en stekelart som först beskrevs av Fabricius 1804.  Enicospilus dimidiator ingår i släktet Enicospilus och familjen brokparasitsteklar. Inga underarter finns listade i Catalogue of Life.